# Чиркей

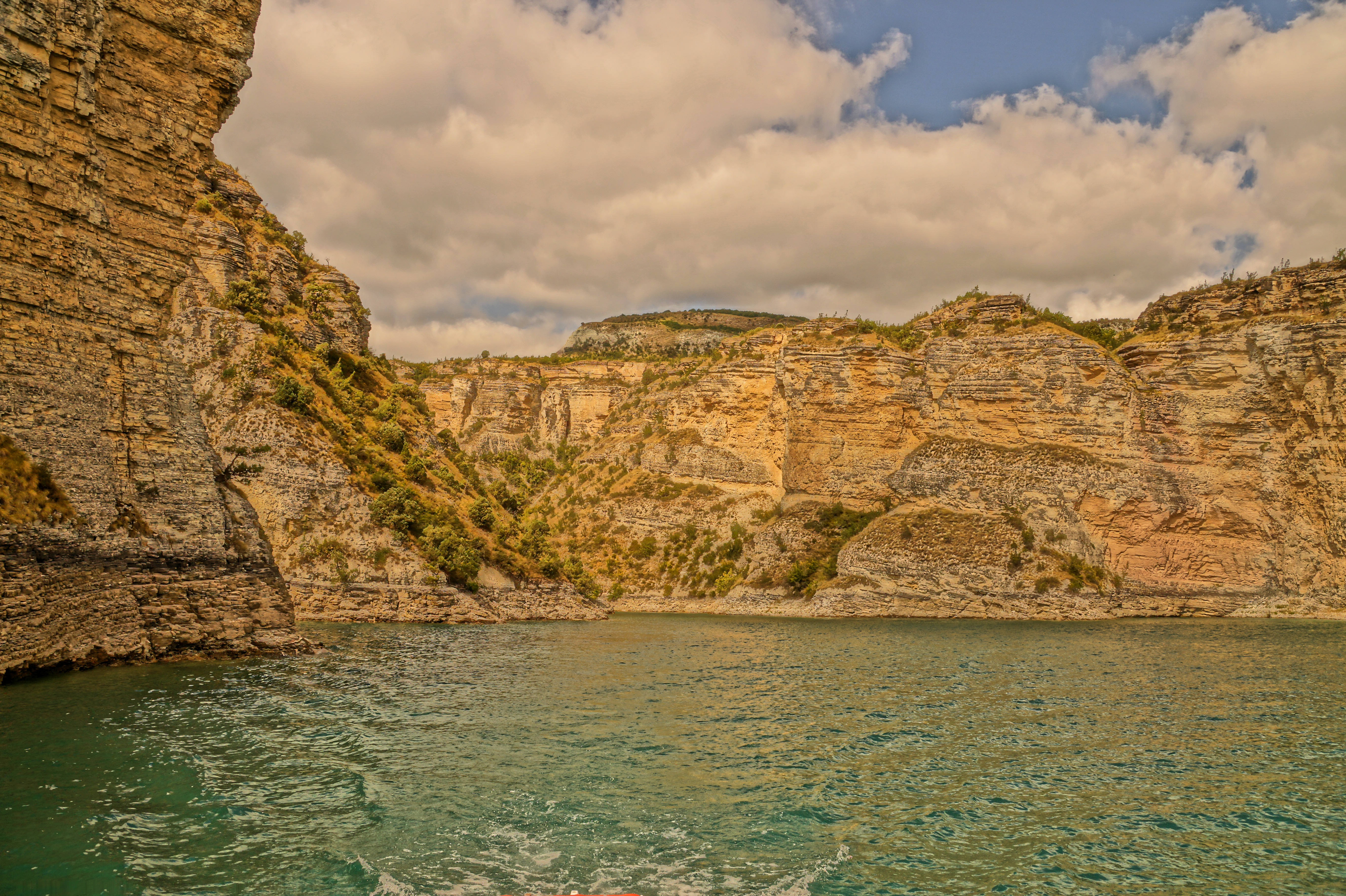
Чиркейское водохранилище. Дагестан. Август 2017.

Чирке́й (авар. Чӏикӏаб) — село в Буйнакском районе Дагестана.
Образует сельское поселение село Чиркей как единственный населённый пункт в его составе.

## Географическое положение
Расположено в 25 км к северо-западу от города Буйнакск, на берегу Чиркейского водохранилища.

## История

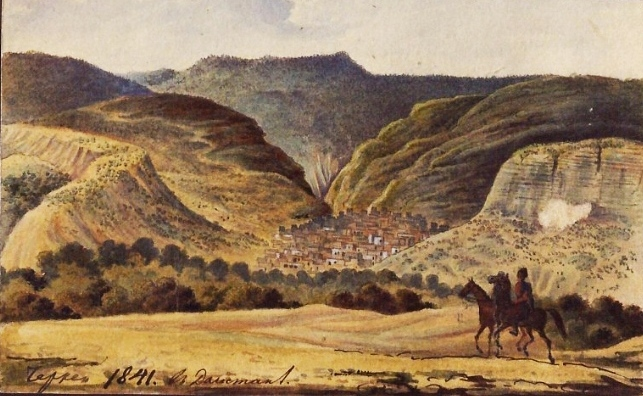
Черкей 1841. В Дагестане. Худ. В. В. Фохт.

Село образовано в 1967 году в результате переселения жителей «старого» села Чиркей (образовано в 1950 году путем объединения сел Старый Чиркей и Новый Чиркей), который оказался в зоне затопления Чиркейского водохранилища.

## Население
| 1970    | 1979    | 1989    | 2002  | 2010  | 2012  | 2013  |
| ------- | ------- | ------- | ----- | ----- | ----- | ----- |
| 3468    | ↗4024   | ↗5468   | ↗7434 | ↗8676 | ↗8841 | ↗9029 |
| 2014    | 2015    | 2016    | 2017  | 2018  | 2019  | 2020  |
| ↗9201   | ↗9349   | ↗9462   | ↗9600 | ↗9725 | ↗9838 | ↗9957 |
| 2021    | 2023    | 2024    |       |       |       |       |
| ↗10 098 | ↗10 251 | ↗10 362 |       |       |       |       |

## Полезные ископаемые
Месторождение сульфатных минеральных вод.

## Достопримечательности
- Евгеньевская крепость (1841).
- Два поселения эпохи бронзы.
- Старинное кладбище (в 2 км к югу от села).

## Известные уроженцы
- Шейх Саид-афанди аль-Чиркави[19] (1937—2012) — суфийский шейх накшбандийского и шазилийского тарикатов, один из духовных лидеров мусульман Дагестана.
- Магомед-Загид Гереев (род. в 1940) — Герой Социалистического Труда, строитель Чиркейской ГЭС.
- Хайбат Казимагомедова (род. в 1922) — народная артистка Дагестана, актриса Аварского театра.
- С. Муртазалиев (1887—1922) — революционер.